# Elżbieta Górska
Elżbieta Jolanta Górska – polska językoznawczyni, profesor nauk humanistycznych, profesor Instytutu Orientalistyki Wydziału Filologicznego Uniwersytetu Jagiellońskiego.

## Życiorys
W 1978 ukończyła studia filologiczne na Uniwersytecie Jagiellońskim, 25 czerwca 1987 obroniła pracę doktorską Zasady przemienności szyku w wieloatrybutywnych grupach nominalnych we współczesnym arabskim języku literackim, 15 listopada 2001 habilitowała się na podstawie pracy zatytułowanej Studium kontrastywne składni arabskich i polskich współczesnych tekstów literackich. 2 grudnia 2016 uzyskała tytuł profesora nauk humanistycznych. Została zatrudniona na stanowisku profesora nadzwyczajnego w Instytucie Języka Angielskiego na Wydziale Filologicznym Uniwersytetu Śląskiego w Katowicach, oraz w Instytucie Filologii Orientalnej na Wydziale Filologicznym Uniwersytetu Jagiellońskiego.
Była prodziekanem i dziekanem Wydziału Filologicznego Uniwersytetu Jagiellońskiego, a także członkiem zarządu Polskiego Towarzystwa Orientalistycznego.
Jest członkiem Rady Dyscypliny Naukowej – Językoznawstwa Uniwersytetu Jagiellońskiego, Komisji Orientalistycznej Oddziału Polskiej Akademii Nauk w Krakowie i Komitetu Nauk Orientalistycznych PAN.
Awansowała na stanowisko profesora w Instytucie  Orientalistyki na Wydziale Filologicznym Uniwersytetu Jagiellońskiego.